# زانداو
زانداو (الب) (بالألمانية: Sandau) هي بلدة ألمانية و بلدة تقع في ألمانيا في Elbe-Havel-Land. يقدر عدد سكانها بـ 1,005 نسمة .